# Бойн-Сіті
Бойн-Сіті (англ. Boyne City) — місто (англ. city) в США, в окрузі Шарлевуа штату Мічиган. Згідно із переписом 2010 року населення становить 3735 осіб (2010).
Бойн-Сіті розташоване на південно-східному краю східного плеча озера Шарлевуа, де річка Бойн впадає в озеро. Місто оточене чотирма тауншипами: Еванджелін на північному заході, Мелроуз на північному сході, Бойн-Велей на південному сході, і Вілсон на південному заході.
Окружні дороги проходять на захід від міста вздовж північних і південних берегів озера Шарлевуа.

## Історія
Бойн був вперше заселений 1856 року і отримав поштове відділення в 1869 році. Перший готель тут з'явився в 1879 році. Бойн отримав статус села У 1885 році. Назва населеного пункту була змінена на Бойн-Сіті 1904 року, статус міста отримано 1907 року.

## Географія
Бойн-Сіті розташований за координатами 45°12′50″ пн. ш. 85°0′46″ зх. д. / 45.21389° пн. ш. 85.01278° зх. д. (45.213808, -85.012788).  За даними Бюро перепису населення США в 2010 році місто мало площу 14,02 км², з яких 10,51 км² — суходіл та 3,51 км² — водойми.

### Клімат
Цей кліматичний регіон має великі сезонні перепади температур, з теплим (і часто вологим) літом і холодною (іноді дуже холодною) зимою. У відповідності до системи класифікації кліматів Кеппена, Бойн-Сіті має вологий континентальний клімат та позначення «Dfb» на кліматичних картах.

## Демографія

### Перепис 2010 року
Згідно з переписом 2010 року, у місті мешкало 3735 осіб у 1635 домогосподарствах у складі 1011 родини. Густота населення становила 266 осіб/км².  Було 2292 помешкання (163/км²).
Расовий склад населення:
| - 94,9 % — білих - 0,7 % — корінних американців - 0,5 % — азіатів - 0,4 % — чорних або афроамериканців - 0,1 % — вихідців з тихоокеанських островів |

До двох чи більше рас належало 3,2 %. Частка іспаномовних становила 1,3 % від усіх жителів.
За віковим діапазоном населення розподілялося таким чином: 23,9 % — особи молодші 18 років, 59,2 % — особи у віці 18—64 років, 16,9 % — особи у віці 65 років та старші. Медіана віку мешканця становила 41,9 року. На 100 осіб жіночої статі у місті припадало 94,0 чоловіків;  на 100 жінок у віці від 18 років та старших — 88,8 чоловіків також старших 18 років.
Середній дохід на одне домашнє господарство  становив 55 126 доларів США (медіана — 43 226), а середній дохід на одну сім'ю — 67 923 долари (медіана — 60 357). Медіана доходів становила 44 844 долари для чоловіків та 30 132 долари для жінок. За межею бідності перебувало 16,3 % осіб, у тому числі 20,1 % дітей у віці до 18 років та 9,7 % осіб у віці 65 років та старших.
Цивільне працевлаштоване населення становило 1853 особи. Основні галузі зайнятості: освіта, охорона здоров'я та соціальна допомога — 20,8 %, мистецтво, розваги та відпочинок — 19,5 %, виробництво — 16,2 %, роздрібна торгівля — 13,9 %.

### Перепис 2000 року
За даними перепису 2000 року, у Бойн-Сіті налічувалося 3503 жителів, 1468 домашніх господарств і 932 сімей, які проживають в місті. Густота населення становить 345,9 осіб на квадратний кілометр. В місті налічувалося 1935 жител в середньої щільності 191,1 одиниць на квадратний кілометр. Расовий склад міста: 96,92 % європеоїди, 0,11 % афроамериканців, 1,14 % корінних американців, 0,17 % азіатів, 0,06 % жителів тихоокеанських островів, 0,40 % інших рас і 1,20 % від двох і більше рас. Латиноамериканці становили 0,74 % від всього населення.
В місті було 1468 домогосподарств, з яких 31,5 % мали дітей у віці до 18 років, які проживають з ними, 49,6 % були подружніми парами, які живуть разом, 10,7 % були жінки проживали без чоловіків, а 36,5 % не мали сім'ї. 31,7 % всіх домогосподарств складаються з окремих осіб і 15 % із самотніх людей віком 65 років і старше. Середній розмір домогосподарства 2,38 осіб, а середній розмір сім'ї 3,01 осіб.
У місті було 26,4 % жителів у віці до 18 років, 7,4 % від 18 до 24 років, 28,5 % від 25 до 44 років, 22,0 % від 45 до 64 років і 15,8 %, які були у віці 65 років і старше. Середній вік склав 38 років. На кожні 100 жінок припадало 95,4 чоловіків. На кожні 100 жінок у віці 18 років і старше налічувалося 90,6 чоловіків.
Середній показник доходів для домашнього господарства в місті становив $35819, а середній дохід на сім'ю становив $44096. Чоловіки мають середній дохід $29558 в порівнянні з $22583 серед жінок. Дохід на душу населення в місті становив $19030. Близько 8,9 % сімей і 11,8 % населення були за межею бідності, у тому числі 18,2 % з них молодше 18 років і 6,7 % тих, хто у віці 65 років і старше.